# 费尔菲尔德 (阿拉巴马州)
费尔菲尔德（英語：Fairfield），是美国阿拉巴马州下属的一座城市。面积约为3.47平方英里（约合8.99平方公里）。根据2010年美国人口普查，该市有人口11,117人，人口密度为3,202.82/平方英里（约合1,236.60/平方公里）。